# Leavin’ Town
Leavin’ Town (с англ. — «покидая город») — третий студийный альбом американского кантри-певца Вэйлона Дженнингса, выпущенный в октябре 1966 года на лейбле RCA Victor. Альбом был спродюсирован известным кантри-гитаристом Четом Эткинсом. Leavin’ Town занял 3 строчку в чарте Country Albums, а песни «Anita, You’re Dreaming» и «Time to Bum Again» заняли по 17 строчке в чарте Country Songs.

## Список композиций
1. «Leavin’ Town» (Бобби Бэйр) — 2:09
2. «Time to Bum Again» (Харлан Ховард) — 2:04
3. «If You Really Want Me To, I’ll Go» (Делберт Макклинтон) — 2:03
4. «Baby, Don’t Be Looking in My Mind» (Ховард) — 2:55
5. «But That’s Alright» (Отри Инмен) — 2:07
6. «Time Will Tell the Story» (Вэйлон Дженнингс) — 2:06
7. «You’re Gonna Wonder About Me» (Мел Тиллис) — 2:28
8. «(That’s What You Get) For Lovin' Me» (Гордон Лайтфут) — 2:30
9. «Anita, You’re Dreaming» (Дон Боумен, Дженнингс) — 2:29
10. «Doesn’t Anybody Know My Name» (Род Маккуин) — 2:59
11. «Falling for You» (Ральф Муни) — 2:39
12. «I Wonder Just Where I Went Wrong» (Боумен, Дженнингс) — 2:25